# Némèse Garneau
Némèse Garneau, né le 15 novembre 1847 à Sainte-Anne-de-la-Pérade et mort le 16 novembre 1937 à Québec, est un homme d'affaires et homme politique du Québec, au Canada.

## Biographie

### Famille
Fils de Jean-Baptiste Garneau, médecin, et de Marie-Nathalie Rinfret, il fait ses études à Sainte-Anne-de-la-Pérade et à Québec. Il épouse Élodie Plamondon le 24 octobre 1870 à Québec. Ils ont un fils, Jules. Il épouse en secondes noces Marie-Anne Paradis le 2 juillet 1921 à Québec.

### Affaires
Il débute comme marchand et travaille au service plusieurs maisons de commerce (A. Merrill and Co., Laird and Telfer, Thomas Laidlaw). De 1870 à 1877, il est copropriétaire d'un commerce à Québec, associé à William Fyfe. En 1878, il fonde la maison Au bon marché, qu'il dirige jusqu'en 1897, associé à F.X. Peticlerc. Il est président de la Compagnie de pulpe de Chicoutimi. Il est vice-président de la Compagnie des pouvoirs d'eau de Chicoutimi. Il est Président de Les Prévoyants du Canada lors de la fondation de cette compagnie en 1909. Il est directeur de la Banque provinciale du Canada de 1910 à 1925 et un des directeurs du Trans Canada Railway.
Il est propriétaire d'une ferme à Sainte-Foy, lauréat du Mérite agricole en 1895, président de la Société des éleveurs de la province de Québec, membre du Conseil d'agriculture de la province de Québec de 1897 à 1929 et de la Société d'industrie laitière, vice-président de la Société de colonisation du Québec.

### Politique
Lors de l'élection générale du 11 mai 1897, il est élu député libéral de la circonscription de Québec à l'Assemblée législative du Québec et il est réélu par acclamation lors de l'élection générale du 7 décembre 1900. Le 5 juin 1901, il est nommé membre du Conseil législatif du Québec pour la division de Shawinigan, poste qu'il occupe jusqu'à son décès en 1937. Le 1er mars 1905, il est nommé ministre de l'Agriculture dans le gouvernement de S.-N. Parent, poste qu'il occupe jusqu'au 23 mars 1905.
En 1916, il est fait commandeur de l'ordre de Saint-Grégoire-le-Grand. Après son décès, à l'âge de 90 ans, il est inhumé au cimetière Notre-Dame-de-Belmont de Sainte-Foy (Québec).

## Distinctions
- Commandeur d'office de l'Ordre national du mérite agricole (1905)
- Commandeur de l'ordre de Saint-Grégoire-le-Grand (1916)